# Colibri de Mulsant
Chaetocercus mulsant
Espèce
Statut de conservation UICN

 LC  : Préoccupation mineure
Statut CITES
Le Colibri de Mulsant (Chaetocercus mulsant) est une espèce d'oiseaux de la famille des Trochilidae.
Il doit son nom à l'entomologiste et bibliothécaire Étienne Mulsant (1797-1880).

## Habitat

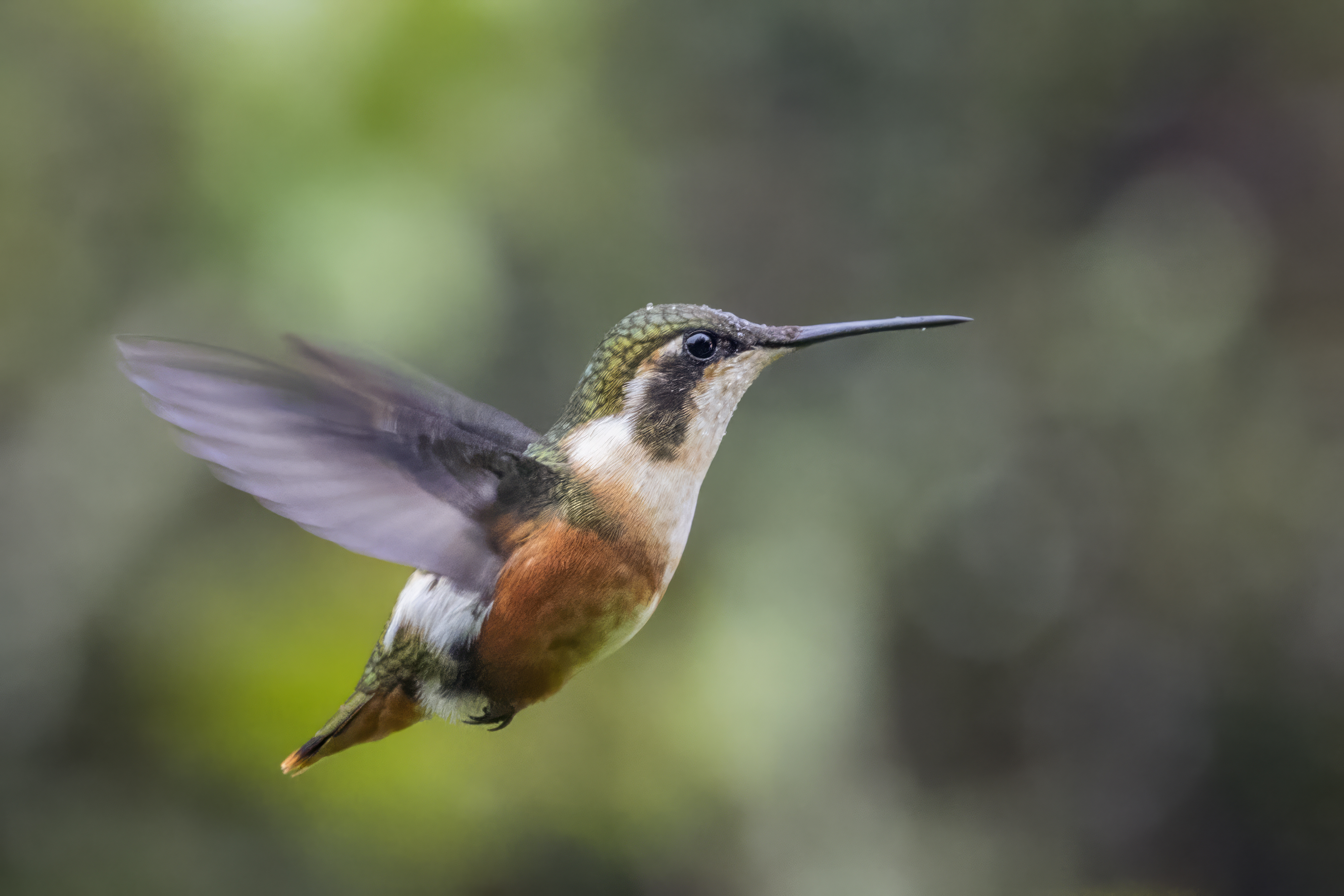
Une femelle en vol.

Ses habitats sont les forêts tropicales et subtropicales humides de hautes altitudes. On la trouve aussi sur les sites d'anciennes forêts lourdement dégradées, près des terres arables, et les pâturages.

Carte de répartition historique de l'espèce.

## Synonymes
- Chaetocercus mulsanti
- Acestrura mulsant